# Tommy Høiland
Tommy Høiland (Stavanger, 11 aprile 1989) è un ex calciatore norvegese, di ruolo attaccante.

## Carriera

### Club
Høiland ha iniziato la carriera professionistica con la maglia del Bryne. Ha debuttato nella 1. divisjon per il club in data 21 agosto 2005, subentrando a Bjørn Ingvar Kydland nel successo per 2-0 sul Tønsberg. È stato proprio un suo gol a fissare il punteggio sul risultato finale.
A febbraio 2008 è passato al Viking. Ha esordito per il nuovo club in data 12 maggio, nel successo per 0-3 sul Vidar, nel Norgesmesterskapet 2008: Høiland ha segnato la rete del momentaneo 0-1. Il 3 agosto 2008 ha giocato il primo incontro nell'Eliteserien: ha sostituito Peter Ijeh nel 2-0 inflitto al Lyn Oslo. Il 26 ottobre dello stesso anno, ha realizzato la prima rete nella massima divisione: è stato lui infatti a sancire il 3-0 finale contro l'HamKam.
L'8 marzo 2011 è stato annunciato il suo ritorno al Bryne. Nel campionato 2011, ha realizzato 6 reti in 20 apparizioni. Il 22 febbraio 2012 è stato espulso dall'allenamento del Bryne, poiché ha litigato con allenatore e compagni di squadra. Il 5 marzo successivo è stato ufficializzato il suo trasferimento al Sandnes Ulf, compagine neopromossa nell'Eliteserien. Si è legato con un contratto dalla durata biennale.
Il 10 luglio 2013 è passato ufficialmente al Molde, ma il trasferimento sarebbe stato valido solo dal 15 luglio successivo, alla riapertura del calciomercato. Ha debuttato in squadra 27 luglio, schierato titolare nella sconfitta per 2-0 sul campo del Lillestrøm. Il 10 agosto ha realizzato la prima rete, nella vittoria per 1-2 sul campo del Sogndal.
Il 31 marzo 2014 è passato in prestito al Lillestrøm, fino al termine della stagione. Tornato poi al Molde in estate, il 4 ottobre 2014 ha vinto il campionato 2014 con la sua squadra, raggiungendo matematicamente il successo finale con quattro giornate d'anticipo grazie alla vittoria per 1-2 sul campo del Viking. Il 23 novembre successivo, il Molde ha centrato il successo finale nel Norgesmesterskapet 2014, ottenendo così il double. Si è svincolato al termine del campionato 2015.
Libero da vincoli contrattuali, in data 18 febbraio 2016 ha firmato un accordo triennale con lo Strømsgodset. Ha esordito in squadra il 13 marzo, trovando anche una rete in occasione del pareggio casalingo per 2-2 contro il Brann. Ha chiuso la stagione a quota 27 presenze e 5 reti, tra campionato e coppa.
Il 22 giugno 2017 è stato reso noto il suo ritorno al Viking, a cui si è legato con un contratto valido fino all'estate 2020: il trasferimento sarebbe stato ratificato alla riapertura del calciomercato locale, prevista per il 20 luglio. Alla fine di quella stessa stagione, il Viking è retrocesso in 1. divisjon.
Il 13 febbraio 2020 ha prolungato il contratto che lo legava al Viking fino al 31 dicembre 2022.
Il 17 dicembre 2021 è stato reso noto il suo ritorno al Sandnes Ulf, a cui si è legato con un contratto biennale.

### Nazionale
Høiland conta 3 presenze per la Norvegia under 21. Ha debuttato il 23 novembre 2008, subentrando ad Aram Khalili nel successo per 0-3 sulla Siria.

## Statistiche

### Presenze e reti nei club
Statistiche aggiornate all'11 novembre 2022.
| Stagione            | Club                | Campionato          | Campionato | Campionato | Coppe nazionali | Coppe nazionali | Coppe nazionali | Coppe continentali | Coppe continentali | Coppe continentali | Supercoppe | Supercoppe | Supercoppe | Totale | Totale |
| Stagione            | Club                | Comp                | Pres       | Reti       | Comp            | Pres            | Reti            | Comp               | Pres               | Reti               | Comp       | Pres       | Reti       | Pres   | Reti   |
| ------------------- | ------------------- | ------------------- | ---------- | ---------- | --------------- | --------------- | --------------- | ------------------ | ------------------ | ------------------ | ---------- | ---------- | ---------- | ------ | ------ |
| 2005                | Bryne               | 1D                  | 1          | 1          | CN              | 0               | 0               | -                  | -                  | -                  | -          | -          | -          | 1      | 1      |
| 2006                | Bryne               | 1D                  | 4          | 2          | CN              | 1               | 0               | -                  | -                  | -                  | -          | -          | -          | 5      | 2      |
| 2007                | Bryne               | 1D                  | 19         | 1          | CN              | 3               | 1               | -                  | -                  | -                  | -          | -          | -          | 22     | 2      |
| 2008                | Viking              | ES                  | 3          | 1          | CN              | 3               | 1               | CU                 | 0                  | 0                  | -          | -          | -          | 6      | 2      |
| 2009                | Viking              | ES                  | 21         | 0          | CN              | 3               | 1               | -                  | -                  | -                  | -          | -          | -          | 24     | 1      |
| 2010                | Viking              | ES                  | 20         | 3          | CN              | 5               | 3               | -                  | -                  | -                  | -          | -          | -          | 25     | 6      |
| 2011                | Bryne               | 1D                  | 20         | 6          | CN              | 1               | 0               | -                  | -                  | -                  | -          | -          | -          | 21     | 6      |
| Totale Bryne        | Totale Bryne        | Totale Bryne        | 44         | 10         |                 | 5               | 1               |                    | -                  | -                  |            | -          | -          | 49     | 11     |
| 2012                | Sandnes Ulf         | ES                  | 25+2       | 3+1        | CN              | 1               | 0               | -                  | -                  | -                  | -          | -          | -          | 28     | 4      |
| gen.-lug. 2013      | Sandnes Ulf         | ES                  | 15         | 5          | CN              | 1               | 0               | -                  | -                  | -                  | -          | -          | -          | 16     | 5      |
| lug.-dic. 2013      | Molde               | ES                  | 9          | 1          | CN              | 2               | 1               | UCL+UEL            | 1+0                | 0                  | -          | -          | -          | 12     | 2      |
| mar. 2014           | Molde               | ES                  | 1          | 0          | CN              | 0               | 0               | UEL                | -                  | -                  | -          | -          | -          | 1      | 0      |
| mar.-lug. 2014      | Lillestrøm          | ES                  | 13         | 3          | CN              | 4               | 4               | -                  | -                  | -                  | -          | -          | -          | 17     | 7      |
| lug.-dic. 2014      | Molde               | ES                  | 9          | 5          | CN              | 3               | 0               | UEL                | 3                  | 0                  | -          | -          | -          | 15     | 5      |
| 2015                | Molde               | ES                  | 23         | 9          | CN              | 5               | 2               | UCL+UEL            | 2+5                | 0+2                | -          | -          | -          | 35     | 13     |
| Totale Molde        | Totale Molde        | Totale Molde        | 42         | 15         |                 | 10              | 3               |                    | 11                 | 2                  |            | -          | -          | 63     | 20     |
| 2016                | Strømsgodset        | ES                  | 22         | 4          | CN              | 5               | 1               | UEL                | 0                  | 0                  | -          | -          | -          | 27     | 5      |
| gen.-lug. 2017      | Strømsgodset        | ES                  | 5          | 0          | CN              | 1               | 0               | -                  | -                  | -                  | -          | -          | -          | 6      | 0      |
| Totale Strømsgodset | Totale Strømsgodset | Totale Strømsgodset | 27         | 4          |                 | 6               | 1               |                    | 0                  | 0                  |            | -          | -          | 33     | 5      |
| lug.-dic. 2017      | Viking              | ES                  | 13         | 4          | CN              | -               | -               | -                  | -                  | -                  | -          | -          | -          | 13     | 4      |
| 2018                | Viking              | 1D                  | 30         | 21         | CN              | 2               | 2               | -                  | -                  | -                  | -          | -          | -          | 32     | 23     |
| 2019                | Viking              | ES                  | 22         | 8          | CN              | 5               | 2               | -                  | -                  | -                  | -          | -          | -          | 27     | 10     |
| 2020                | Viking              | ES                  | 26         | 1          | -               | -               | -               | UEL                | 1                  | 0                  | -          | -          | -          | 27     | 1      |
| 2021                | Viking              | ES                  | 9          | 0          | CN              | 1               | 0               | -                  | -                  | -                  | -          | -          | -          | 10     | 0      |
| Totale Viking       | Totale Viking       | Totale Viking       | 144        | 38         |                 | 19              | 9               |                    | 1                  | 0                  |            | -          | -          | 164    | 47     |
| 2022                | Sandnes Ulf         | 1D                  | 22+1       | 3+0        | CN+CN           | 2+2             | 2+0             | -                  | -                  | -                  | -          | -          | -          | 27     | 5      |
| Totale Sandnes Ulf  | Totale Sandnes Ulf  | Totale Sandnes Ulf  | 62+3       | 11+1       |                 | 10              | 3               |                    | -                  | -                  |            | -          | -          | 75     | 15     |
| Totale              | Totale              | Totale              | 332+3      | 81+1       |                 | 50              | 20              |                    | 12                 | 2                  |            | -          | -          | 396    | 104    |

## Palmarès

### Club

#### Competizioni nazionali
- Coppa di Norvegia: 3

Molde: 2013, 2014
Viking: 2019
- Campionato norvegese: 1

Molde: 2014
- 1. divisjon: 1

Viking: 2018

### Individuale
- Capocannoniere della 1. divisjon: 1

2018 (21 reti)